# Гамкрелидзе, Реваз Валерианович
Рева́з Валериа́нович Гамкрели́дзе (груз. რევაზ ვალერის ძე გამყრელიძე; 4 февраля 1927, Кутаиси, Грузинская ССР, СССР — 5 мая 2025, Москва, Россия) — советский и российский математик. Член-корреспондент АН СССР по отделению математики с 29 декабря 1981 года, академик РАН с 22 мая 2003 года, академик Академии наук Грузинской ССР (1969).

## Биография
Родился 4 февраля 1927 года в Кутаиси. Дед по отцовской линии был юристом, известным в Кутаиси адвокатом. Отец имел экономическую специальность (окончил экономический факультет Тбилисского университета), потом стал издателем. За участие в политических партиях (не большевистских) отец подвергался репрессиям (в 1924 и 1937 годах). Мать была домохозяйкой, уже в замужестве окончила литературный факультет Тбилисского университета. Математиков в семье не было. Брат — лингвист и востоковед Тамаз Гамкрелидзе.
Школьником, под руководством старшего товарища студента Иотама Карцивадзе, стал заниматься изучением математики по книге Николая Мусхелешвили «Курс аналитической геометрии». В 1945 году поступил в Тбилисский университет на физико-математический факультет, но, окончив первый курс, перевёлся на механико-математический факультет МГУ. Окончил его в 1950 году.
С 1953 года работал в Математическом институте АН СССР. В 1953 году защитил кандидатскую диссертацию, а в 1960 году — докторскую.
С 1961 года — главный редактор сводного тома «Математика» реферативного журнала ВИНИТИ.
Супруга — скульптор Екатерина Федоровна Семерджиева.
Умер 5 мая 2025 года в возрасте 98 лет.

## Научные интересы
Основные труды по топологии, теории дифференциальных уравнений и вариационному исчислению. Фундаментальный вклад в теорию оптимальных процессов, автоматического регулирования.
Нашёл все циклы Черна комплексных алгебраических многообразий.

## Награды
- Лауреат Ленинской премии 1962 года совместно с Львом Понтрягиным, Владимиром Болтянским и Евгением Мищенко за создание математической теории оптимальных процессов.
- Почётная грамота Президента Российской Федерации (5 февраля 2024 года) — за заслуги в развитии отечественной науки, многолетнюю плодотворную деятельность и в связи с 300-летием со дня основания Российской академии наук[8].